# Jonathan Silva
Jonathan Silva (Jonathan Cristian Silva; * 29. Juni 1994 in La Plata) ist ein argentinischer Fußballspieler.

## Karriere
2014 wechselte der Abwehrspieler von Estudiantes de La Plata zu Sporting Lissabon. Anfang 2016 wurde er bis Sommer 2017 an Boca Juniors ausgeliehen. Im Anschluss kehrte er für ein halbes Jahr nach Lissabon zurück, bevor er im Januar 2018 bis Saisonende auf Leihbasis zur AS Rom wechselte. Hierauf folgte eine erneute Leihe, dieses Mal für ein Jahr an CD Leganés. Leganés verpflichtete den Argentinier nach Ablauf der Leihe fest. Im Sommer 2021 schloss er sich dem FC Getafe an. Nach einer Leihe zum FC Granada folgte im Sommer 2023 die Leihe zu Albacete Balompié.
Der Verteidiger wurde 2014 zweimal in der argentinischen Fußballnationalmannschaft eingesetzt.